# 笛吹神社古墳
笛吹神社古墳（ふえふきじんじゃこふん、笛吹46号墳）は、奈良県葛城市笛吹にある古墳。形状は円墳。笛吹古墳群を構成する古墳の1つ。奈良県指定史跡に指定されている。

## 概要
奈良盆地南西部、葛城山系から東に延びる低丘陵上に築造された古墳である。丘陵上には総数約80基の古墳からなる笛吹古墳群が分布しており、本古墳はそのうち東端に位置し、現在は葛木坐火雷神社境内の本殿裏に所在する。
墳形は円形で、東西約25メートル・南北約20メートル・高さ約4メートルを測る。埋葬施設は片袖式の横穴式石室で、南方向に開口する。石室全長約12.5メートルを測る大型石室で、石室の石材には花崗岩の巨石が使用される。玄室内には家形石棺1基を据えており、古式の家形石棺として注目される。副葬品としては、かつて金銅装大刀などが出土したと伝わるが、詳らかでない。築造時期は古墳時代後期の6世紀前半頃と推定される。
古墳域は1998年（平成10年）に奈良県指定史跡に指定されている。現在では石室内部への立ち入りは制限されている。

## 埋葬施設
埋葬施設は片袖式横穴式石室で、南方向に開口する。石室の規模は次の通り。
- 石室全長：約12.5メートル
- 玄室：長さ約6.0メートル、幅約2.4メートル
- 羨道：長さ約6.5メートル、幅約1.7メートル

石室の石材は花崗岩で、長さ1.0-1.5メートルの巨石を3-4段積む。玄室の天井石は5枚。
玄室中央には凝灰岩製の刳抜式家形石棺を据える。家形石棺としては古式で、蓋石は長さ約2.1メートル・幅約1.25メートル・高さ約0.6メートルを測り、長辺には縄掛突起2対を付す。

## 文化財

### 奈良県指定文化財
- 史跡
  - 笛吹神社古墳 - 1998年（平成10年）3月20日指定。